# Alopecosa kratochvili
Alopecosa kratochvili là một loài nhện trong họ Lycosidae.
Loài này thuộc chi Alopecosa. Alopecosa kratochvili được Ehrenfried Schenkel-Haas miêu tả năm 1963.